# Matthias Kaburek
Matthias Kaburek (ur. 9 lutego 1911 w Wiedniu, zm. 17 lutego 1976 tamże) – austriacki piłkarz, reprezentant Austrii i Niemiec, grający na pozycji napastnika.

## Kariera klubowa
Kaburek swoją przygodę z piłką rozpoczął w 1928 w Rapidzie Wiedeń. Będąc piłkarzem Die Grün-Weißen trzykrotnie sięgnął po mistrzostwo Austrii w sezonach 1928/29, 1929/30 i 1934/35. 
Dwukrotnie dotarł z zespołem do finału Pucharu Austrii w sezonie 1928/29 (porażka 2:3 z First Vienna), oraz 1933/34 (porażka 0:8 z Admirą Wiedeń). Kaburek z Rapidem zdobył także Puchar Mitropa w 1930. Indywidualnie zdobył koronę króla strzelców I. ligi w sezonie 1934/35 (27 bramek). Łącznie przez 8 lat gry dla Rapidu rozegrał 121 spotkań, w których strzelił 100 bramek.
Od sezonu 1936/37 występował we francuskim FC Metz. Jako piłkarz Les Grenats wystąpił w 23 spotkaniach, w których strzelił 18 bramek. Występował także w US Bassin de Longwy. Od 1939 ponownie występował w Rapidzie. Kaburek sięgnął z zespołem po dwa mistrzostwa Gauligi w sezonie 1939/40 i 1940/41. Wywalczył także Mistrzostwo Niemiec w 1941. Kaburek dla Rapidu zagrał w 37 meczach, w których 38 razy pokonywał bramkarzy rywali. Po sezonie 1944/45 zakończył karierę piłkarską. 
| Sezon   | Klub                | Kraj       | Rozgrywki               | Mecze | Bramki |
| ------- | ------------------- | ---------- | ----------------------- | ----- | ------ |
| 1928/29 | Rapid Wiedeń        | Austria    | I. liga                 | 7     | 3      |
| 1929/30 | Rapid Wiedeń        | Austria    | I. liga                 | 17    | 8      |
| 1930/31 | Rapid Wiedeń        | Austria    | I. liga                 | 18    | 14     |
| 1931/32 | Rapid Wiedeń        | Austria    | I. liga                 | 19    | 19     |
| 1932/33 | Rapid Wiedeń        | Austria    | I. liga                 | 3     | 0      |
| 1933/34 | Rapid Wiedeń        | Austria    | I. liga                 | 16    | 15     |
| 1934/35 | Rapid Wiedeń        | Austria    | I. liga                 | 22    | 27     |
| 1935/36 | Rapid Wiedeń        | Austria    | I. liga                 | 19    | 14     |
| 1936/37 | FC Metz             | Francja    | Prémiere Division       | 19    | 18     |
| 1937/38 | FC Metz             | Francja    | Prémiere Division       | 4     | 0      |
| 1938/39 | US Bassin de Longwy | Francja    | Division 2              |       |        |
| 1939/40 | Rapid Wiedeń        | III Rzesza | Gauliga Donau-Alpenland | 13    | 7      |
| 1940/41 | Rapid Wiedeń        | III Rzesza | Gauliga Donau-Alpenland | 12    | 18     |
| 1941/42 | Rapid Wiedeń        | III Rzesza | Gauliga Donau-Alpenland | 0     | 0      |
| 1942/43 | Rapid Wiedeń        | III Rzesza | Gauliga Donau-Alpenland | 6     | 10     |
| 1943/44 | Rapid Wiedeń        | III Rzesza | Gauliga Donau-Alpenland | 0     | 0      |
| 1944/45 | Rapid Wiedeń        | III Rzesza | Gauliga Donau-Alpenland | 6     | 3      |

## Kariera reprezentacyjna

### Reprezentacja Austrii
Karierę reprezentacyjną Kaburek rozpoczął 11 lutego 1934 w meczu przeciwko reprezentacji Włoch, wygranym 4:2. W tym samym roku został powołany na Mistrzostwa Świata rozgrywane we Włoszech. Na turnieju pełnił rolę zawodnika rezerwowego.
Ostatni mecz w narodowych barwach Austrii zanotował 24 marca 1935 przeciwko Włochom, przegrany 0:2. Łącznie w latach 1934–1935 Mathias Kaburek zagrał dla Austrii w 4 spotkaniach, w których strzelił dwie bramki.
| Mecze i gole w reprezentacji Austrii | Mecze i gole w reprezentacji Austrii | Mecze i gole w reprezentacji Austrii | Mecze i gole w reprezentacji Austrii | Mecze i gole w reprezentacji Austrii | Mecze i gole w reprezentacji Austrii | Mecze i gole w reprezentacji Austrii |
| #                                    | Data                                 | Miasto                               | Przeciwnik                           | Gol                                  | Wynik                                | Rozgrywki                            |
| ------------------------------------ | ------------------------------------ | ------------------------------------ | ------------------------------------ | ------------------------------------ | ------------------------------------ | ------------------------------------ |
| 1.                                   | 11.02.1934                           | Turyn                                | Włochy                               |                                      | 4:2                                  | Puchar Europy Środkowej              |
| 2.                                   | 25.03.1934                           | Genewa                               | Szwajcaria                           | Gol                                  | 3:2                                  | Puchar Europy Środkowej              |
| 3.                                   | 11.11.1934                           | Wiedeń                               | Szwajcaria                           | Gol                                  | 3:0                                  | Puchar Europy Środkowej              |
| 4.                                   | 24.03.1935                           | Wiedeń                               | Włochy                               |                                      | 0:2                                  | Puchar Europy Środkowej              |

### Reprezentacja III Rzeszy
W wyniku Anschlussu Austria została włączona do III Rzeszy. Jedyne spotkanie w reprezentacji III Rzeszy zagrał 27 sierpnia 1939. Przeciwnikiem była Słowacją, a mecz zakończył się porażką III Rzeszy 0:2.
| Mecze i gole w reprezentacji III Rzeszy | Mecze i gole w reprezentacji III Rzeszy | Mecze i gole w reprezentacji III Rzeszy | Mecze i gole w reprezentacji III Rzeszy | Mecze i gole w reprezentacji III Rzeszy | Mecze i gole w reprezentacji III Rzeszy | Mecze i gole w reprezentacji III Rzeszy |
| #                                       | Data                                    | Miasto                                  | Przeciwnik                              | Gol                                     | Wynik                                   | Rozgrywki                               |
| --------------------------------------- | --------------------------------------- | --------------------------------------- | --------------------------------------- | --------------------------------------- | --------------------------------------- | --------------------------------------- |
| 1.                                      | 27.08.1939                              | Bratysława                              | Słowacja                                |                                         | 0:2                                     | towarzyski                              |

## Kariera trenerska
W 1947 trenował zespół 1. FC Brno.

## Sukcesy
Rapid Wiedeń
- Mistrzostwo Austrii (5): 1928/29, 1929/30, 1934/35, 1939/40, 1940/41
- Finał Pucharu Austrii (2): 1928/29, 1933/34
- Mistrzostwo Niemiec (1): 1941
- Puchar Mitropa (1): 1930
- Król strzelców I. liga (1): 1934/35 (27 bramek)